# Coris dorsomacula
Coris dorsomacula là một loài cá biển thuộc chi Coris trong họ Cá bàng chài. Loài này được mô tả lần đầu tiên vào năm 1908.

## Từ nguyên
Từ định danh của loài này được ghép bởi hai từ trong tiếng Latinh: dorsum ("ở lưng") và macula ("vệt đốm"), hàm ý đề cập đến đốm đen ở vây lưng trước.

## Phạm vi phân bố và môi trường sống
Từ quần đảo Cocos (Keeling) và đảo Giáng Sinh ở Đông Ấn Độ Dương, C. dorsomacula được ghi nhận trải dài đến khu vực Tam giác San Hô; ngược lên phía bắc đến vùng biển phía nam Nhật Bản; giới hạn phía nam đến bờ đông của Úc và phía bắc New Zealand; phía đông trải dài đến một số các đảo quốc và quần đảo thuộc châu Đại Dương (xa nhất là đến Tonga).
C. dorsomacula sống gần các rạn san hô trên nền đáy cát, đá vụn và những khu vực có nhiều tảo ở độ sâu đến ít nhất là 45 m. Tại rạn san hô Great Barrier, loài này đã được quan sát và ghi nhận ở độ sâu đến 60 m.

## Mô tả
C. dorsomacula có chiều dài cơ thể tối đa được ghi nhận là 38 cm. Cá đực có màu xanh lục sáng với các dải sọc màu hồng nhạt đến đỏ, bị đứt đoạn bởi các vạch sọc dọc nhạt màu từ lưng băng xuống bụng. Có một đốm đen nằm ở vây lưng trước; đốm nhỏ hơn ở phía sau vây lưng sẽ tiêu biến dần theo tuổi. Đuôi màu vàng có các vệt hồng. Hai gai vây lưng đầu tiên vươn dài hơn so với các gai vây lưng khác. Cá con có duy nhất một dải màu sẫm từ mõm băng ngang mắt ngược ra sau đến cuống đuôi và nhiều vạch sọc nhạt kéo dài xuống bụng.
Số gai ở vây lưng: 9; Số tia vây ở vây lưng: 12; Số gai ở vây hậu môn: 3; Số tia vây ở vây hậu môn: 12.

## Sinh thái học
Thức ăn của C. dorsomacula là các loài sinh vật đáy. Loài này được đánh bắt trong ngành buôn bán cá cảnh với số lượng không đáng kể.